# Acanthurus pyroferus
Acanthurus pyroferus és una espècie de peix pertanyent a la família dels acantúrids.

## Descripció
- Pot arribar a fer 25 cm de llargària màxima.
- 8 espines i 27-30 radis tous a l'aleta dorsal i 3 espines i 24-28 a l'anal.
- És de color negre purpuri amb els llavis negrosos.
- Els joves presenten l'aleta caudal arrodonida.[3][4]

## Hàbitat
És un peix marí, associat als esculls i de clima tropical (26 °C-28 °C; 32°N-24°S, 55°E-143°W) que viu entre 4 i 60 m de fondària (normalment, entre 5 i 40).

## Distribució geogràfica
Es troba des de les illes Seychelles fins a les illes Marqueses, les Tuamotu, el sud del Japó, la Gran Barrera de Corall i Nova Caledònia. És reemplaçat per Acanthurus tristis des de les illes Maldives i Txagos fins a Bali.

## Observacions
És inofensiu per als humans.